# Gonionemus
Genre
Gonionemus est un genre de limnoméduses (hydrozoaires) de la famille des Olindiidae.

## Liste d'espèces
Selon World Register of Marine Species (28 mars 2016), Gonionemus comprend les espèces suivantes :
- Gonionemus hamatus Kramp, 1965
- Gonionemus vertens A. Agassiz, 1862